# Litsea cangyuanensis
Litsea cangyuanensis är en lagerväxtart som beskrevs av J.Li & H.W.Li. Litsea cangyuanensis ingår i släktet Litsea och familjen lagerväxter. Inga underarter finns listade i Catalogue of Life.